# Lejeunea cavifolia
Lejeunea cavifolia là một loài Rêu trong họ Lejeuneaceae. Loài này được (Ehrh.) Lindb. mô tả khoa học đầu tiên năm 1871.

## Hình ảnh

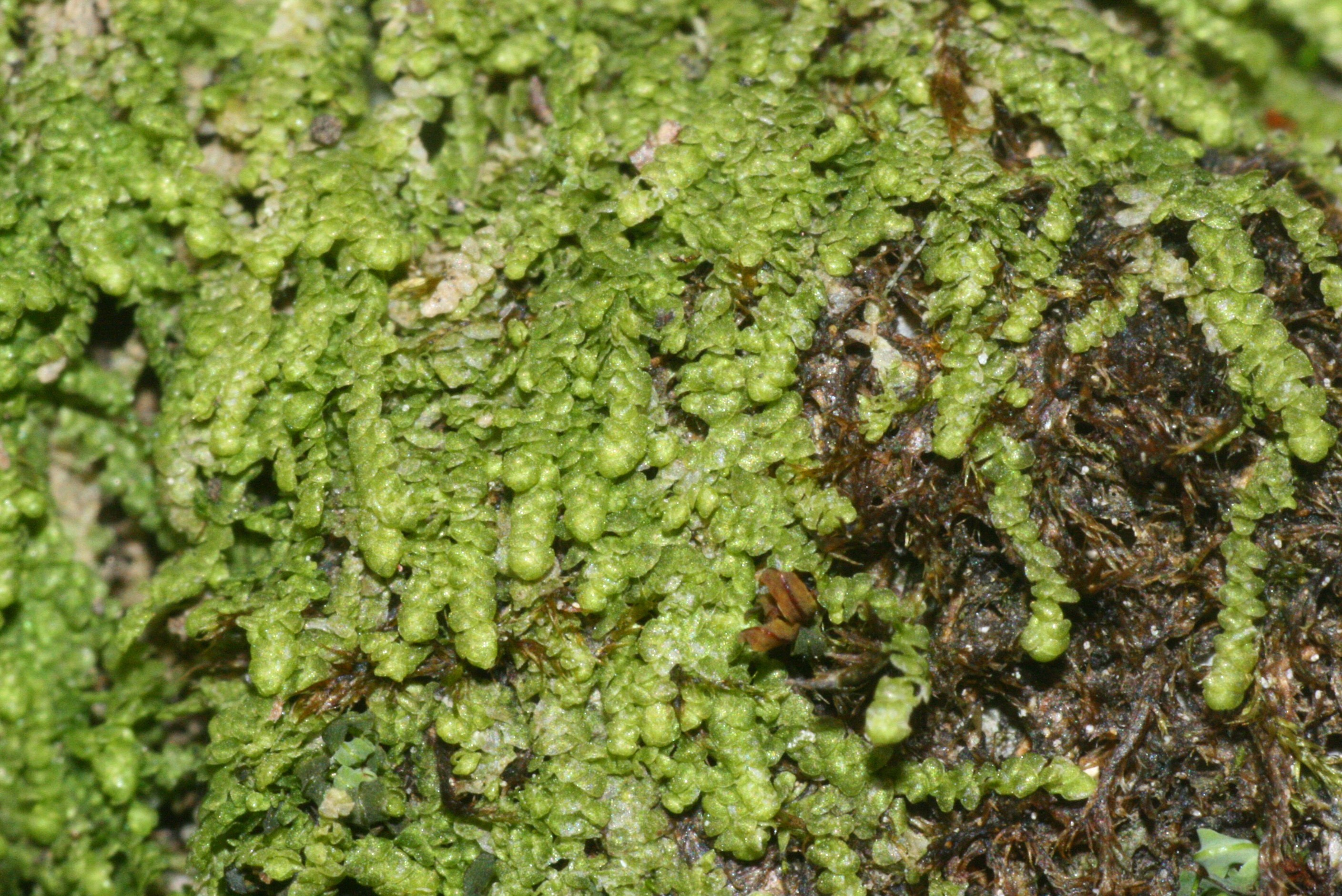
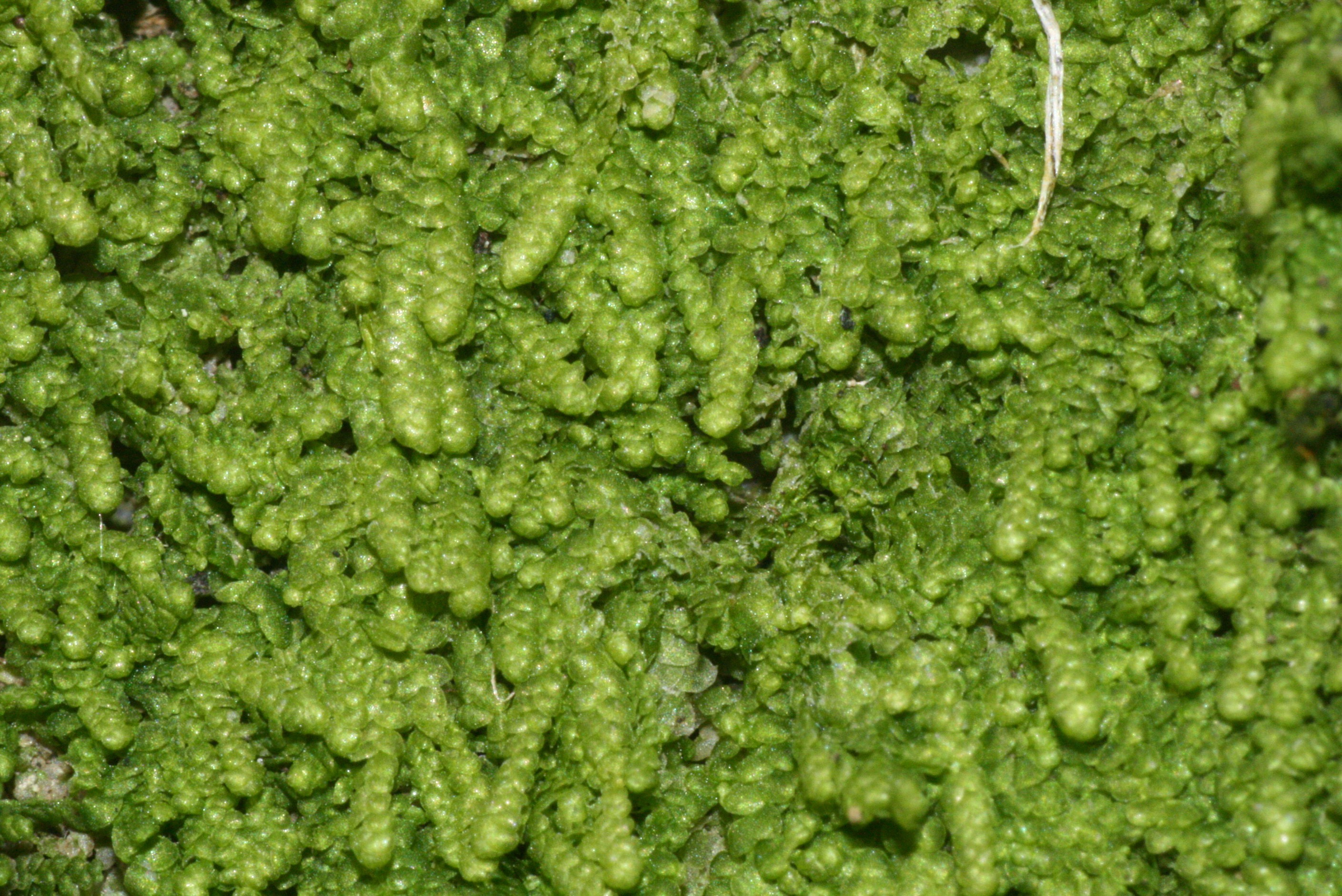
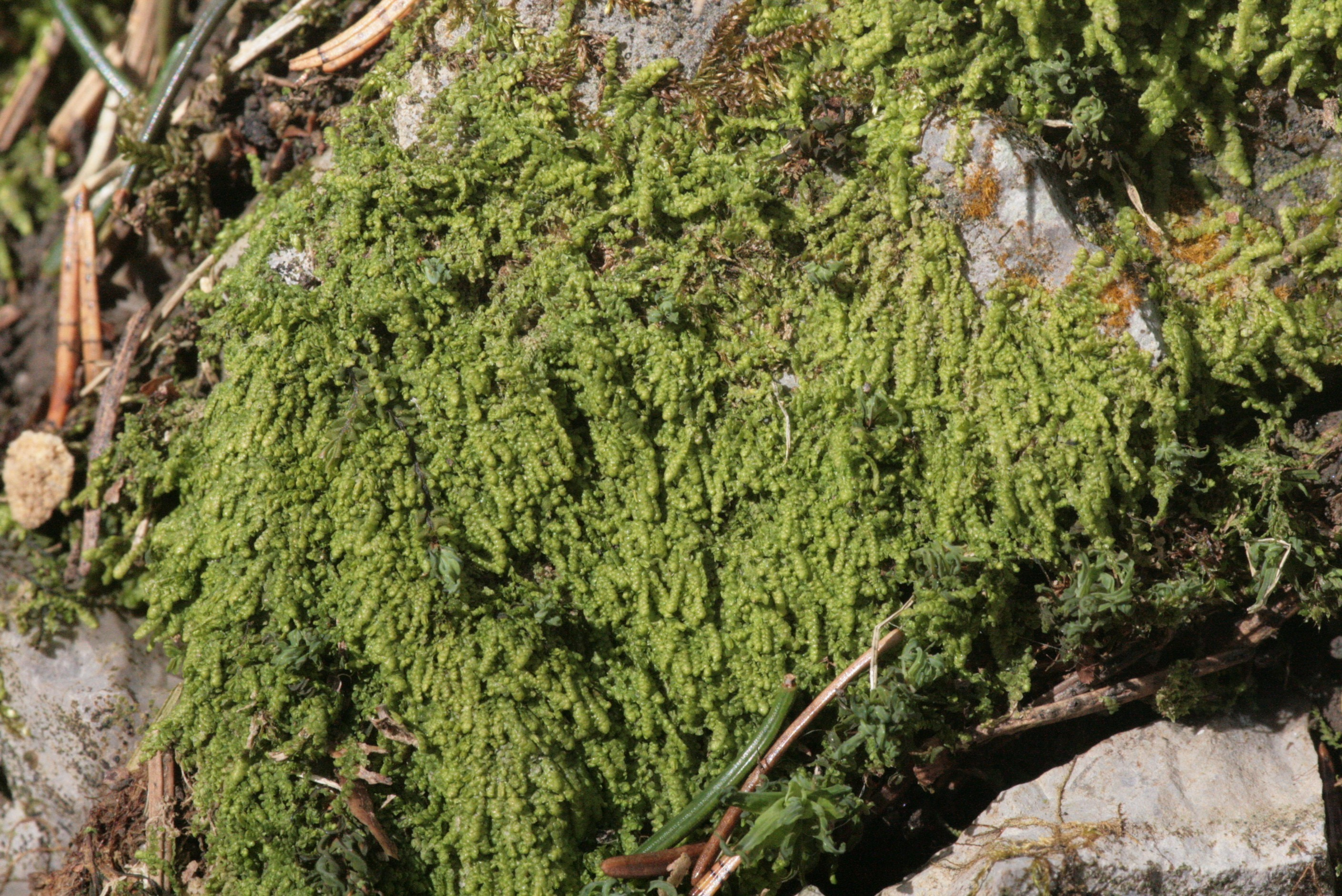
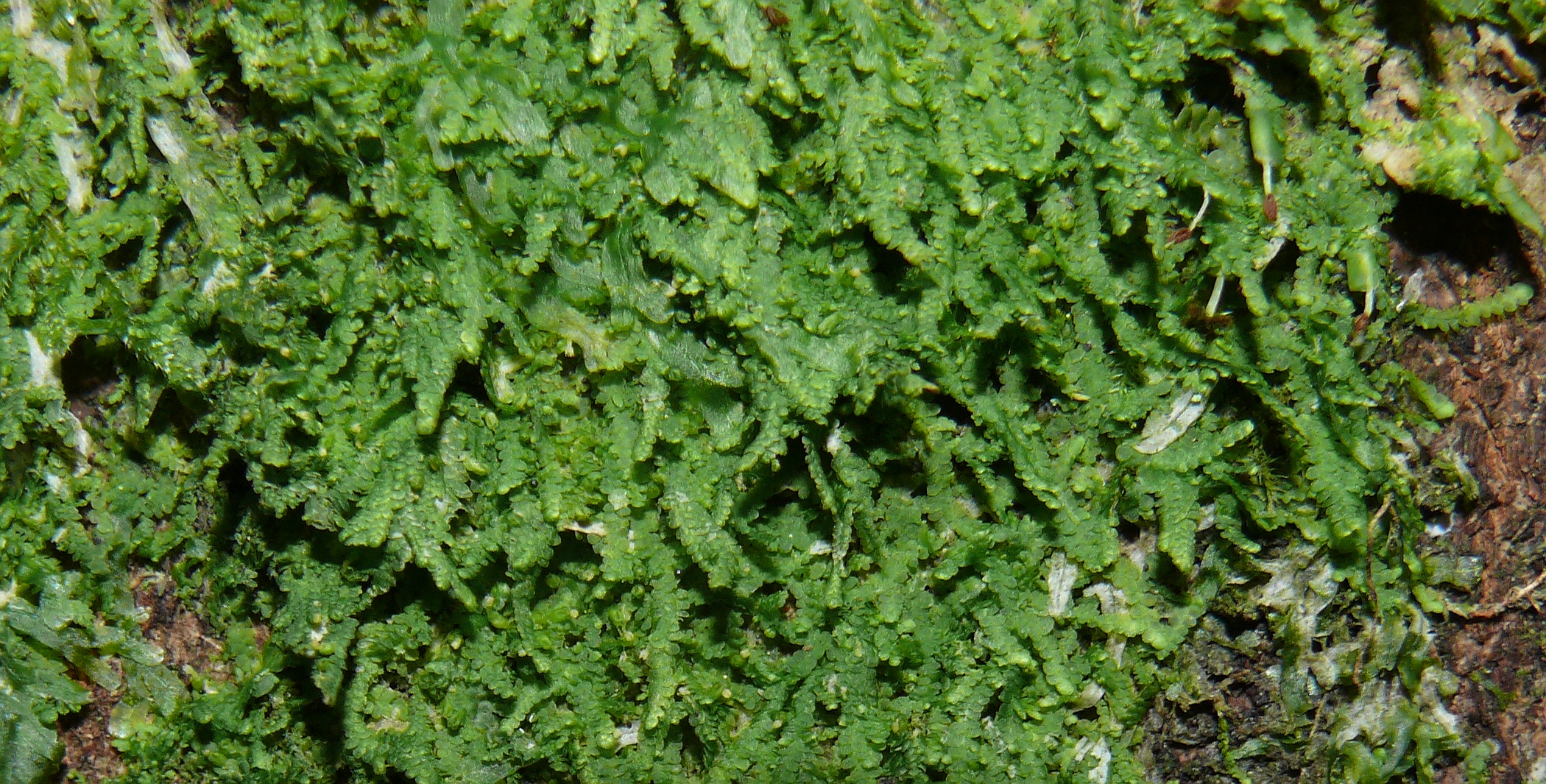